# 草野唯雄
草野 唯雄（そうの ただお、1915年10月21日 - 2008年）は、日本の小説家・推理作家。本名は荘野 忠雄。別名に三川 中。推理、サスペンス、恐怖小説と幅広いジャンルの作品を手がけた。

## 略歴
福岡県大牟田市出身。法政大学専門部中退。大学中退後、明治鉱業に勤務の傍ら創作を始める。
1961年、短編「報酬は一割」でデビュー。同作は第2回宝石賞の佳作となり「宝石増刊」に掲載される。
1962年、「交叉する線」が第1回宝石中編賞を受賞。また三川 中名義の「架空索道事件」が小説サンデー毎日推理小説賞の佳作に入選。
1967年、「失われた街」が第13回江戸川乱歩賞候補作となり、翌年「大東京午前二時」と改題して「推理界」に掲載（本作は1976年)に「見知らぬ顔の女」として改稿されている）。
1968年、「転石留まるを知らず」が第14回江戸川乱歩賞候補作となり、翌1969年『抹殺の意志』と改題し刊行。
同作は第23回日本推理作家協会賞候補となる。
また同年、日本推理作家協会書記局長に就任する。
2014年に刊行されたアンソロジー『もっと厭な物語』の著者紹介で、2008年に亡くなっていたことが明かされた。

## 著作
- 『抹殺の意志』（三一書房） 1969、のち春陽文庫、角川文庫
- 『北の廃坑』（青樹社） 1970、のち徳間文庫
- 『影の斜坑』（青樹社） 1971、のち角川文庫
- 『鳴き竜事件』（河出書房新社） 1972、のち改題『鳴き竜殺人事件』（角川文庫）
- 『瀬戸内海殺人事件』（春陽文庫 1972、のち集英社文庫、のち角川文庫
- 『天皇賞レース殺人事件』（サンケイノベルス） 1972、のち徳間文庫
- 『闇の臭跡』（青樹社） 1973、のち角川文庫
- 『明日知れぬ命』（産報ノベルス） 1973、のち集英社文庫、のち改題『俘虜偽装殺人事件』（角川文庫）
- 『爆殺予告』（サンケイノベルス） 1973、のち集英社文庫、のち角川文庫
- 『女相続人』（光文社、カッパ・ノベルス） 1974、のち角川文庫
- 『もう一人の乗客』（光文社。カッパ・ノベルス） 1975、のち文庫
- 『殺意は看護婦を抱きながら 昭和猟奇情痴事件簿』（潮出版社、ゼロ・ブックス） 1975
- 『ジス・イズ・ザ・殺人』（トクマノベルズ） 1976、のち徳間文庫
- 『甦った脳髄』（ワールドフォトプレス Wild book） 1976、のち角川文庫
- 『見知らぬ顔の女』（光文社、カッパ・ノベルス） 1976、のち角川文庫
- 『地底に蠢く』（カイガイノベルス） 1977.11、のち改題『私の中のあいつ』（角川文庫）
- 『人みな欲望を持つ』（光文社、カッパ・ノベルス） 1977.7、のち角川文庫
- 『二人の追跡者』（祥伝社、ノン・ノベル） 1977.3、のち角川文庫
- 『文豪挫折す』（光文社） 1978.4、のち角川文庫
- 『七人の軍隊』（主婦と生活社、21世紀ノベルス） 1978.10、のち角川文庫
- 『陰の告発者』（文藝春秋） 1979、のち角川文庫
- 『解明旅行』（光文社、カッパ・ノベルス） 1979.5、のち文庫
- 『悪霊の山』（トクマノベルズ） 1979.8、のち徳間文庫
- 『さらば空港』（主婦と生活社、21世紀ノベルス） 1979.11、のち角川文庫
- 『支笏湖殺人事件』（トクマノベルズ） 1980.5、のち徳間文庫
- 『火刑の女』（光文社、カッパ・ノベルス） 1980.7、のち文庫
- 『私が殺した女』（トクマノベルズ） 1980.9、のち徳間文庫
- 『山口線“貴婦人号"』（光文社、カッパ・ノベルス） 1981
- 『淫らな聖女』（トクマノベルズ） 1983、のち徳間文庫
- 『黒十字架連続殺人事件』（トクマノベルズ） 1981.8、のち徳間文庫
- 『棄てられた女』（カドカワノベルズ） 1982.7、のち角川文庫
- 『寝台特急「はやぶさ」は止まった』（トクマノベルズ） 1982.12、のち徳間文庫
- 『満月殺人旅行』（光文社、カッパ・ノベルス） 1982.10、のち改題文庫化『フルムーン殺人旅行』
- 『蔵王山荘皆殺し』（カドカワノベルズ） 1983.7、のち改題『蔵王山荘連続殺人事件』（角川文庫）
- 『陰の告発者』（フタバノベルス） 1983.12
- 『わたしが死刑執行人』（トクマノベルズ） 1983.3、のち徳間文庫
- 『街は狙われた』（光文社、カッパ・ノベルス） 1983.11、のち文庫
- 『殺意の焦点』（実業之日本社、Joy novels） 1984.11、のち角川文庫
- 『死体西へ飛ぶ』（フタバノベルス） 1984.12、のち角川文庫
- 『天使は夜、訪れる』（フタバノベルス） 1984.7、のち改題『未知の犯罪領域』（角川文庫）
- 『京都殺人風景』（トクマノベルズ） 1984.2、のち徳間文庫
- 『清里高原に死す』（トクマノベルズ） 1984.4、のち改題『追いつめられた女』（徳間文庫）
- 『喝采』（光文社文庫） 1984.9
- 『交叉する線』（角川文庫） 1984.9
- 『プロボウラー殺人事件』（光風社ノベルス） 1984.9、のち改題『罠』（角川文庫）
- 『奥能登殺人遊戯』（徳間文庫） 1984.10
- 『磐梯高原殺人事件』（フタバノベルス） 1985.10、のち双葉文庫
- 『怨霊島 伊勢志摩殺人綺譚』（トクマノベルズ） 1985.12、のち改題『伊勢志摩殺人綺譚』（徳間文庫）
- 『北リアス海岸殺人事件』（光文社、カッパ・ノベルス） 1985.2、のち文庫
- 『仁右衛門島殺人事件』（トクマノベルズ） 1985.2、のち徳間文庫
- 『京都大文字送り火殺人事件』（トクマノベルズ） 1985.6、のち徳間文庫
- 『クルーザー殺人事件』（カドカワノベルズ） 1985.5、のち角川文庫
- 『死霊鉱山』（光文社文庫） 1985.9
- 『ラスト・チャンス』（角川文庫） 1985.9
- 『越後恋歌殺人譜』（トクマノベルズ） 1986.11、のち徳間文庫
- 『博多長崎殺人行』（カドカワノベルズ） 1986.4、のち角川文庫
- 『みなごろしの寺 実録・昭和猟奇ミステリー』（フタバノベルス） 1986.4、のち双葉文庫
- 『「阿い宇え於」殺人事件』（光文社、カッパ・ノベルス） 1986.5、のち改題文庫化『アイウエオ殺人事件』
- 『伊豆半島殺人行』（光文社文庫） 1986.9
- 『消えた郵便配達人』（双葉文庫） 1987.1
- 『法廷心中』（フタバノベルス） 1987.3、のち双葉文庫
- 『殺人交響曲』（角川文庫） 1987.10
- 『観音崎灯台不連続殺人事件』（トクマノベルズ） 1988.4、のち徳間文庫
- 『塩原殺人行』（光文社文庫） 1988.9
- 『殺意の岐路』（カドカワノベルズ） 1989.1
- 『まぼろしの凶器』（徳間文庫） 1989.8
- 『伊豆密会旅行殺人事件』（トクマノベルズ） 1989.4、のち徳間文庫
- 『360時間の追跡』（光文社、カッパ・ノベルス） 1989、のち改題文庫化『見えない罠』
- 『録音テープ殺人事件 推理喫茶』（角川文庫） 1990.10
- 『電話メモ殺人事件 推理喫茶2』（角川文庫） 1991.8
- 『丹後鳴き砂殺人事件』（トクマノベルズ） 1990.5、のち徳間文庫
- 『三幕殺人事件』（光文社、カッパ・ノベルス） 1990
- 『吉野隠国殺人事件』（トクマノベルズ） 1991.9、のち徳間文庫
- 『恐山「黄金の国」殺人海峡』（トクマノベルズ） 1991.2、のち徳間文庫
- 『女葬列者』（トクマノベルズ） 1992.3
- 『鮮血海路』（トクマノベルズ） 1993.1
- 『会津 - 米沢 復讐回路』（徳間文庫） 1993.9
- 『標的にされた男』（光文社文庫） 1993.9
- 『鹿島臨海殺人悲曲』（トクマノベルズ） 1994.7
- 『南伊豆殺人行』（徳間文庫） 1995.6
- 『紀ノ国殺人迷路』（トクマノベルズ） 1995.7

ハラハラ刑事シリーズ
- 『犬の首 ハラハラ刑事シリーズ』（祥伝社、ノン・ノベル） 1975、のち角川文庫
- 『警視泥棒 ハラハラ刑事』（祥伝社、ノン・ノベル） 1976、のち角川文庫
- 『死の舞踏 ハラハラ刑事』（祥伝社、ノン・ノベル） 1977.6、のち角川文庫
- 『ハラハラ刑事危機一髪 知床五湖殺人事件』（光文社、カッパ・ノベルス） 1987.5、のち文庫
- 『ハラハラ刑事一発逆転 核ジャックされた大東京 （光文社、カッパ・ノベルス） 1988.3、のち文庫

女鑑識官シリーズ
- 『女鑑識官』（光文社文庫） 1989.9
- 『毒殺鑑識官 女鑑識官・洋子シリーズ』（光文社文庫） 1990.9
- 『危うし女鑑識官』（光文社文庫） 1991.9
- 『断崖の女鑑識官』（光文社文庫） 1992.9
- 『狙われた女鑑識官』（光文社文庫） 1992.6
- 『自首願望 女鑑識官・洋子シリーズ』（光文社文庫） 1994.10
- 『死体消失 女鑑識官・洋子シリーズ』（光文社文庫） 1995.9
- 『擬装死体 女鑑識官・洋子シリーズ』（光文社文庫） 1997

### 共著
- 『ホームズからの挑戦状』（川辺豊三共著、学習研究社、ユアコースシリーズ） 1973
- 『ルパンからの挑戦状』（川辺豊三共著、学習研究社、ユアコースシリーズ） 1974
- 『日曜日は殺しの日』（天藤真共著、カドカワノベルズ） 1984.4